# Chó chăn cừu Úc
Chó chăn cừu Úc (Australian Shepherd) hay Chó Berger Úc hay còn biết đến với tên gọi là Aussie là một giống chó chăn cừu kích thước trung bình xuất xứ từ Mỹ nhưng được phổ biến ở Úc.

## Tổng quan
Với tên gọi là chó chăn cừu Úc nhưng chúng không phải có nguồn gốc từ Úc, mà được sinh ra và phát triển ở Mỹ để làm công việc của một con chó chăn gia súc trên các bình nguyên. Tên nó từ một trong những tổ tiên của chúng trong lịch sử. Tổ tiên ban đầu của loài chó này là những con chó Tây Ban Nha mà cùng với những con chó chăn cừu Basque được xuất khẩu tới Mỹ và Úc với những con cừu Mêhicô trong những ngày đầu đặt chân tới hai quốc gia này. Chúng có thể được lai tạo với những con chó Collie chăn cừu. Ngày nay, chúng chính thức được công nhận. Những ưu điểm của chúng bao gồm làm chó vệ sỹ, chó cảnh sát, chó dò mìn, tìm kiếm và cứu hộ, chăn cừu, canh gác, nhặt đồ, thi khéo léo, thi vâng lời và trình diễn thủ thuật.

## Đặc điểm
Chó chăn cừu Úc có kích thước trung bình, mạnh khỏe, cân đối, và trông thô dã. Con đực cao từ 52 đến 58 cm, nặng 25 đến 29 kg, con cái cao 46 – 53 cm, nặng khoảng 18 – 25 kg. Đôi tai ở vị trí cao trên đầu thủ, hình tam giác và hơi tròn ở đỉnh tai. Nó trong sống động và dẻo dai với một cơ thể hơi dài hơn so với chiều cao vai. Aussie có bộ ngực sâu, mạnh mẽ và thế đứng vững vàng, cân bằng. Chân trước thẳng tắp.
Huyền đề phía trước có thể để hoặc loại bỏ, nhưng huyền đề phía sau thì loại bỏ. Bàn chân mạnh mẽ và hình oval với những ngón chân cong hình vòm. Chiều dài từ đất tới đỉnh đầu xấp xỉ chiều dài của thân, mõm hơi thuôn. Mặt có độ gãy vừa phải. Hàm răng cấu tạo hình lưỡi kéo cắt. Cặp mắt hình ô van cỡ trung bình có thể màu nâu, da trời, hổ phách, hoặc bất cứ màu nào hoặc phối hợp nhiều màu. Đặc điểm nhận dạng là đuôi cộc tự nhiên hoặc bị cắt. Đuôi thường bị cắt cộc nếu dài hơn 4 inches (khoảng 10 cm), mặc dù cơ bản thường là ngắn. Mỗi cá thể đực hoặc cái thường được xác định một cách rõ ràng. 
Bộ lông có kích thước dài vừa phải, thẳng hoặc hơi lượn sóng, chịu đựng được thời tiết, có lớp lông tơ đi kèm. Mật độ lông trên lớp lông tơ phụ thuộc vào khí hậu. Lông ngắn và mượt trên đầu thủ, phía ngoài tai, phía mặt trước của chân trước và phía sau của đùi. Phía sau của chân trước lông mọc vừa phải. Bờm và diềm lông quanh cổ, ở con đực nhiều hơn ở con cái.
Bộ lông có chiều dài vừa phải có các màu xanh da trời, đỏ nhạt, đen sẫm, đỏ nâu có hoặc không có những mảng trắng hoặc những đốm nâu. Bộ lông có thể thẳng hoặc hơi lượn sóng, và có lông dài ở phía sau của chân. Lông ở trên đầu thủ, phía trước của chân trước và phía ngoài tai thì ngắn hơn những nơi khác trên cơ thể. Bộ lông dễ chăm sóc và ít cần sự chú ý. Chải thường xuyên với một chiếc lược chuyên dụng và tắm khi cần thiết. Loài này rụng lông vừa phải.
Tuổi thọ chúng khoảng 12-15 năm. Lứa đẻ: 6 - 9 cún, trung bình là 7. Gen cho những màu sắc sặc sỡ cũng có thể mang những nhân tố gây mù và điếc. Điều này có thể được biểu hiện trong quá trình lai tạo. Kiểm tra khả năng nghe của cún con. Bản chất cộc đuôi có thể là kết quả đối với một số lứa cún với những tác động nghiêm trọng của chứng khuyết tật xương sống. Những vấn đề Sức khỏe chính như tiêu chảy, CEA. Những bệnh liên quan không đáng lo lắm là: CHD, Viêm da mũi do tác động của mặt trời, Hội Chứng Pelger-Huet, … Thường gặp chứng Lumbar sacral, chứng động kinh, PRA, WD. Nhiều con mắc chứng loạn sản xương hông. Nên kiểm tra mắt và hông. Nên phòng ngừa bệnh giun ở tim để đảm bảo an toàn cho cún.

## Tập tính
Chó chăn cừu Úc có tính cách cởi mở, những con cún thường thích đùa nghịch. Chúng dũng cảm, trung thành và đáng yêu, chúng là những người bạn của trẻ nhỏ mà rất hợp với những đứa trẻ hiếu động. Một loài tận tâm, một vệ sỹ trung thành, bởi vì chúng có bản năng bảo vệ một cách tự nhiên. Rất hiếu động, dẻo dai và tập trung chúng rất dễ bảo, với giác quan thứ sáu linh cảm về điều mà chủ nhân muốn. 
Chúng còn là một giống chó có chỉ số thông minh cao, dễ huấn luyện. Mặc dù hung dữ khi làm việc với đàn gia súc, Aussie lịch thiệp với những người quen thuộc và chủ nhân. AS cần vận động nhiều và cần làm việc, bởi vì loài này rất thông minh, hiếu động và dễ nảy sinh buồn chán. Nếu không được vận động đầy đủ về thể chất và tinh thần hoặc thiếu sự dẫn dắt của chủ nhân, có thể gây cho chúng trở nên buồn lo và phá hoại nếu bị bỏ rơi một mình. Hòa nhập với xã hội để ngăn ngừa chúng trở nên nghi ngờ người lạ.
Làm việc với những con AS có thể phù hợp với những người chủ có phong cách sống vô cùng năng động, nhưng lại quá sức với những con vật cảnh trong nhà. Nhiều con thích cắn gót chân người để cố gắng chăn dắt họ. Chúng là những kẻ lao động yên lặng, không giống nhiều loài khác, mà được tạo ra để sủa liên tục khi chăn gia súc. Loài này thường không hiếu chiến. Loài này không phù hợp với cuộc sống căn hộ. Chúng tương đối hiếu động trong nhà và tốt nhất là có một khoảng sân rộng để vận động.
Loài chó lao động khỏe khoắn này cần một lượng vận động lớn để giữ được vóc dáng, khỏe về thể chất và tinh thần, hoặc tốt hơn là có một công việc thực thụ để làm. Rất thông minh và khao khát đối mặt với thách thức. Chúng cần được đi dạo hàng ngày hoặc chạy rong hay chạy theo xe đạp của chủ nhân. Nếu không đựợc vận động đầy đủ, nó có thể trở nên lười nhác và phá phách.